# Мюллер, Патрик (футболист)
Патри́к Мюлле́р (фр. Patrick Müller; род. 17 декабря 1976, Женева, Швейцария) — швейцарский футболист, защитник. Последний клуб «Монако». Выступал за национальную сборную Швейцарии. В составе швейцарской сборной участник Чемпионата Европы 2004 года и Чемпионата мира 2006 года.

## Клубная карьера
Патрик Мюллер является воспитанником команды «Мерен», где также играл его партнёр по сборной Йохан Фогель. В 1994 году перешёл в родную команду «Серветт», а в следующем сезоне дебютировал в Суперлиге Швейцарии. Провёл 4 сезона за клуб, сыграл 103 игры и забил 4 гола. Единственной наградой стали бронзовые медали сезона 1997/98.
После завершения «бронзового» сезона Патрик подписал контракт с цюрихским клубом «Грассхоппер» и в его составе стал серебряным призёром турнира. Следующий чемпионат прошёл неудачно — «кузнечики» заняли лишь 4-е место, но на Мюллера обратили внимание европейские клубы.
В 2000 году Мюллер перешёл в стан «Лиона», который был на тот момент одним из сильнейших клубов Европы. Дебютировал 29 июля 2000 года в матче с «Ренном» (2:2). Быстро занял место в костяке команды и провёл 30 встреч за «олимпийцев», забив 1 гол «Страсбуру», ворота которого защищал Хосе Чилаверт. Выиграл Кубок Лиги в сезоне 2000/01, а в следующем сезоне стал чемпионом Франции благодаря отличной игре в обороне. Вместе с Жереми Бреше Патрик Мюллер составил дуэт в центре обороны «Лиона».
Далее он играл за «Мальорку», «Базель» и потом снова возвращался в «Лион». После он играл за «Монако», с которым у него был двухлетний контракт.

## Карьера в сборной
Дебютировал 22 апреля 1998 года в матче против сборной Северной Ирландии, заменив ключевого игрока швейцарцев Стефана Шапюиза. Тогда швейцарцы проиграли североирландцам со счётом 0:1. Всего провёл за сборную 81 игру, забил три гола. Участник отборочных циклов к чемпионату Европы 2000 и чемпионату мира 2002 годов, куда Швейцария не отобралась.
Участвовал в Евро-2004, ЧМ-2006 и Евро-2008. Последний раз играл 15 июня 2008 года на Евро-2008 против Португалии в ничего не значащем для обеих команд матче (швейцарцы выиграли 2:0, но ещё до матча лишились шансов на выход из группы, а Португалия уже гарантировала себе место в плей-офф).

## Личная жизнь
Женат, есть двое детей (сын Дэн и дочь Нора). Имеет также австрийское гражданство.